# Людовик Цриєвич Туберон
Людовик Цриєвич Туберон (Ludovik Crijević Tuberon; 1459 — 1527) — історик часів республіки Рагуза.

## Життєпис
Походив з шляхетного роду Цриєвичів. Народився 1459 року у місті Дубровнику. Замолоду виявив хист до навчання. Перебрався до Парижу, де вивчав філософію, математику та теологію. 1484 року вступив до бенедиктинського ордену. Згодом захопився вивченням історії. Приблизно у 1507 році повернувся на батьківщину. Тут став ченцем монастиря Св. Якова у Вішниці (поблизу Дубровника). Незабаром став абатом цього монастиря. Помер від чуми під час її епідемії у 1527 році.

## Історична праця
Людовик Туберон є автором «Commentaria temporum suorum». У ній відображено події від смерті угорського короля Матяша Корвіна (1490 рік) до смерті папи римського Лева X (1522 рік).
Туберон, ймовірно, писав, не розраховуючи опублікувати цю працю за життя. Погляди свої висловлював з граничною різкістю, відмовившись значною мірою від забобонів нобілів і від догматичних уз. Він був одним з найпрогресивніших історичних письменників свого часу. Стиль його відрізнявся вишуканістю: він слідував Тациту і Саллюстію.
Яскраво намальовані в його коментарях портрети історичних діячів, гуманістів, художників — Матяша Корвіна, Владислава Ягеллона, Чезаре Борджіа, османських султанів, поета Яна Паннонія, скульптора Івана Дукновича. Розповідаючи про селянську війну Л. Дожі в Угорщині, письменник не висловлював співчуття феодалам; в його об'єктивному викладі помітна швидше симпатія до повсталих.
Туберон з похвалою писав про сербський епос, битву на Косовському полі, Мілоша Обилича, князя Лазаря. Він піддав критиці звичаї очільників католицької церкви, розпусту і жадібність пап Олександра VI, Юлія II і Лева X.
Перше скорочене видання «Коментарів» Людовика Туберона вийшло у Флоренції у 1590 році, повністю вони були видані у Франкфурті-на-Майні у 1603 році. У 1734 році засуджені римською курією й потрапили до «Індексу заборонених книг».